# Les Éparges
 Les Éparges  là một xã thuộc tỉnh Meuse trong vùng Grand Est đông nam nước Pháp. Xã này nằm ở khu vực có độ cao trung bình 267 mét trên mực nước biển.